# Serrat del Rossinyol
El Serrat del Rossinyol és un serrat a cavall dels termes municipals de Monistrol de Calders, del Moianès, i de Mura, del Bages.
Està situat a ponent i al sud-oest de la masia del Rossinyol, a llevant de la carretera B-124, que discorre pel seu vessant occidental. Relliga el Coll Blanc i el Coll de Lligabosses.